# Guy Canard
Pour les articles homonymes, voir Canard (homonymie).
Guy Canard, né le 20 septembre 1932 au Pin (Allier) et mort le 30 novembre 1999 à Pierre-Bénite (Rhône), est un homme politique français.
Fondateur en 1962 du groupe Canard Industries comprenant les menuiseries funéraires Établissements Canard SAS et la société SEFIC, la société SCIEMO ainsi que les pompes funèbres Canard.
Il est maire de la commune de Molinet de 1983 jusqu’à son décès en 1999.

## Détail des fonctions et des mandats
Mandat parlementaire
- 18 juin 1995 - 21 avril 1997 : Député de la 1re circonscription de l'Allier (remplacement de M. Pierre-André Périssol, nommé membre du Gouvernement)